# Xã Spring, Quận Cherokee, Iowa
Xã Spring (tiếng Anh: Spring Township) là một xã thuộc quận Cherokee, tiểu bang Iowa, Hoa Kỳ. Năm 2010, dân số của xã này là 136 người.